# Coracornis
Coracornis är ett fågelsläkte i familjen visslare inom ordningen tättingar. Släktet omfattar endast två arter, varav en akut hotad, som förekommer dels på Sulawesi, dels på ön Sangihe utanför Sulawesi:
- Sangihevisslare (C. sanghirensis)
- Rostryggig visslare (C. raveni)